# Pheidole boruca
Pheidole boruca  (лат.) — вид муравьёв рода Pheidole из подсемейства Myrmicinae (Formicidae). Новый Свет.

## Распространение
Центральная Америка: Коста-Рика (Monteverde, Puntarenas, 1500 м), Гондурас.

## Описание
Мелкие земляные мирмициновые муравьи, длина около 2—3 мм, солдаты и рабочие черновато-коричневого цвета (ноги светлее, характерные для рода большеголовые солдаты немного крупнее рабочих). Проподеум выпуклый. Затылочный край головы солдат вогнутый. Усики рабочих 12-члениковые с 3-члениковой булавой. Ширина головы крупных солдат — 1,10 мм (длина головы — 1,10 мм). Ширина головы мелких рабочих 0,54 мм, длина головы 0,66 мм, длина скапуса — 0,84 мм. Стебелёк между грудкой и брюшком состоит из двух члеников: петиолюса и постпетиолюса (последний четко отделен от брюшка). Pheidole boruca относится к видовой группе Pheidole diligens Group и сходен с видами Pheidole violacea, Pheidole aculifera, Pheidole prostrata, Pheidole variegata (= Pheidole pubiventris), но отличается бороздками идущими от основания усиков за глаза. Вид описан в 2003 году американским мирмекологом профессором Эдвардом Уилсоном.